# Médico da peste

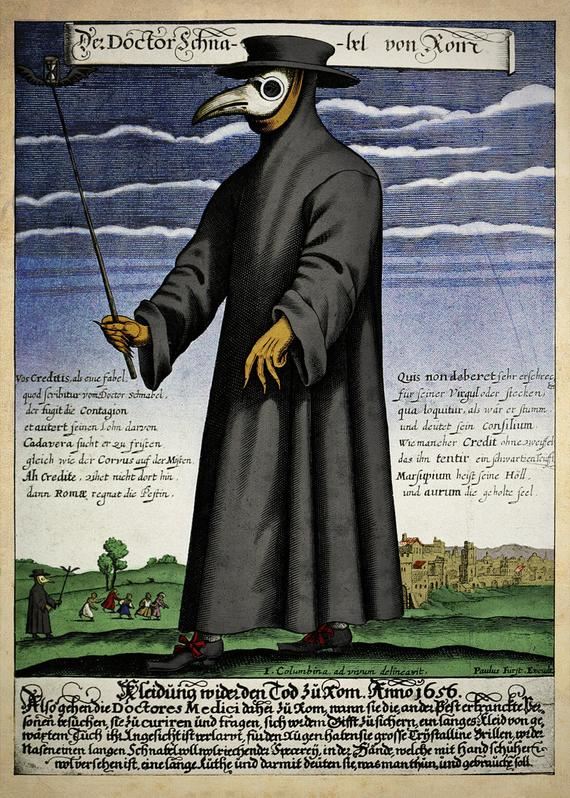
Gravura de cobre do Doutor Schnabel (ou seja, Dr. Beak), um médico da peste na Roma do século XVII, por volta de 1656.

Um médico da peste negra (italiano: medico della peste, holandês: pestmeester, espanhol: Médico de la peste negra, alemão: Pestarzt) foi um médico que tratava aqueles que contraíram a peste bubônica durante epidemias. Esses médicos foram contratados pelas cidades para tratar pacientes infectados independentemente da renda, principalmente os pobres que não tinham condições de pagar.
Médicos da peste tinham uma reputação mista, com alguns cidadãos vendo sua presença como um aviso para deixar a área. Alguns médicos da peste eram conhecidos por cobrar os pacientes e suas famílias taxas adicionais para tratamentos especiais ou falsas curas. Em muitos casos não eram médicos profissionais treinados ou cirurgiões experientes; em vez disso, sendo voluntários, médicos de segunda categoria, ou jovens médicos começando uma carreira. Em um caso, um destes médicos havia sido vendedor de frutas antes de seu emprego como um médico. Os médicos da peste raramente curavam os pacientes; em vez disso, serviam para registrar o número de mortos e o número de pessoas infectadas para propósitos demográficos.
Na França e nos Países Baixos os médicos da peste muitas vezes não possuíam nenhuma formação médica e eram referidos como "empíricos". Os médicos da peste eram conhecidos como médicos municipais ou "médicos da peste comunitários", enquanto os "clínicos gerais" eram médicos separados e ambos podiam estar na mesma cidade ou vila europeia ao mesmo tempo.
Alguns médicos usavam máscaras que pareciam bicos de aves cheias de itens aromáticos. As máscaras foram concebidas para protegê-los do ar fétido, que, de acordo com a teoria miasmática da doença, foi considerado como a causa da infecção. Assim:
Possuíam um nariz de meio pé de comprimento, com a forma de um bico, preenchido com perfume em apenas dois orifícios, um de cada lado, perto das narinas, mas que eram o suficiente para respirar e reunir o ar das drogas alojadas no interior do bico. Sob o casaco usam botas de couro marroquino (couro de cabra) por cima dos calções que estavam amarradas a estas botas e uma blusa de manga curta em pele lisa, do qual o extremo inferior é dobrado para dentro dos calções. O chapéu e as luvas também são feitas da mesma pele... com lentes sobre os olhos. — 

## História
De acordo com a Enciclopédia de Doenças Infecciosas, de Michel Tibayrenc, a primeira menção ao icônico médico da peste é encontrada durante o surto de peste de 1619 em Paris, na obra escrita do médico real Charles de Lorme, servindo ao rei Luís XIII da França na época. Após De Lorme, o gravador alemão Gerhart Altzenbach publicou uma famosa ilustração em 1656, na qual o icônico Doutor Schnabel von Rom do editor Paulus Fürst se baseia. Neste trabalho satírico, Fürst descreve como o médico não faz nada além de aterrorizar as pessoas e tirar dinheiro dos mortos e moribundos.
A cidade de Orvieto contratou Matteo fu Angelo em 1348 por quatro vezes a taxa normal de um médico de 50 florins por ano. O Papa Clemente VI contratou vários médicos extras durante a epidemia de Peste Negra para cuidar das pessoas doentes de Avignon. Dos dezoito médicos em Veneza, apenas um foi deixado em 1348: cinco tinham morrido da peste, e doze estavam desaparecidos e poderiam ter fugido.

## Métodos e funções
Os médicos da peste praticavam sangria e davam diversos tipos de remédios, como colocar sapos ou sanguessugas nos bubões para "reequilibrar os humores". A principal tarefa de um médico da peste, além de tratar pessoas com peste, era compilar registros públicos de mortes por peste.
Em certas cidades europeias como Florença e Perúgia, os médicos da peste foram solicitados a fazer autópsias para ajudar a determinar a causa da morte e como a peste afetou as pessoas. Os médicos da peste também às vezes pegavam a última vontade e testamento dos pacientes durante períodos de epidemias de peste, e aconselhavam seus pacientes sobre sua conduta antes da morte. Esse conselho variava de acordo com o paciente e, após a Idade Média, a natureza da relação entre médico e paciente era regida por um código ético cada vez mais complexo.

## Traje

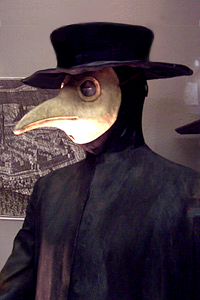
Traje do médico da peste da Alemanha (século XVII).

Alguns médicos da peste usavam um traje especial que consistia em um sobretudo até o tornozelo e uma máscara de bico de pássaro, muitas vezes cheia de substâncias doces ou de cheiro forte (geralmente lavanda), juntamente com luvas, botas, um chapéu de abas largas e um vestuário de roupa externa. Entretanto, o traje não foi usado por todos os médicos medievais e modernos que estudavam e tratavam pacientes de peste.
A máscara típica tinha aberturas de vidro para os olhos e um bico curvo em forma de bico de pássaro com tiras que seguravam o bico na frente do nariz do médico. A máscara tinha dois pequenos orifícios nasais e era um tipo de respirador que continha itens aromáticos. O bico pode conter flores secas (como rosas e craveiros), ervas (como lavanda e hortelã), cânfora ou uma esponja de vinagre, bem como bagas de zimbro, âmbar, cravo, ládano, mirra e estoraque. O objetivo da máscara era afastar maus cheiros, conhecidos como miasma, que eram considerados a principal causa da doença. Os médicos acreditavam que as ervas combateriam os cheiros "maus" da praga e impediriam que fossem infectados.
O chapéu de couro de abas largas indicava sua profissão, e eles usavam bengalas de madeira para apontar áreas que precisavam de atenção e examinar pacientes sem tocá-los. As bengalas também foram usadas para manter as pessoas afastadas e para remover roupas das vítimas da peste sem ter que tocá-las.

## Contrato
O contrato de um médico da peste era um acordo entre os administradores de uma cidade e um médico para tratar pacientes de peste bubônica. Estes contratos estão presentes nos arquivos das cidades europeias. Sua responsabilidade contratual era tratar pacientes com peste, e nenhum outro tipo de paciente, para evitar a propagação da doença para os não infectados. Um médico da peste tinha que cumprir uma longa quarentena depois de ver um paciente da peste. O médico era visto como um "contato" que por acordo tinha que viver em isolamento para ficar em quarentena.

### Negociações
A barganha que sempre precedia o contrato final muitas vezes consistia em negociações sérias. Por exemplo, os administradores da cidade de Turim em 1630 estavam considerando os termos de um acordo solicitado por um certo Dr. Maletto para se tornar seu médico da peste. Depois de muita negociação, eles instruíram seus representantes de corretores a fazer um acordo justo e rápido o mais rápido possível com esse Dr. Maletto. Eles foram instruídos a fazer o melhor negócio possível para sua cidade, mas tomar cuidado para não perder a oportunidade de contratar esse médico da peste, pois seria difícil encontrar outra pessoa para realizar essas tarefas perigosas a uma taxa tão baixa.
Como exemplo da dura negociação que se deu entre médicos da peste e cidades europeias infectadas, há em Pavia um acordo original entre um Giovanni de Ventura e a cidade em seus arquivos que mostra um contrato de dezesseis cláusulas que foi alterado mesmo depois de originalmente escrito . A cláusula um originalmente mostrava 30 florins por mês para pagamento, mas posteriormente foi modificada para ser líquida das despesas de subsistência. A cláusula dois era originalmente que o pagamento deveria ser dado com dois meses de antecedência, mas posteriormente modificado para mensal. A cláusula cinco previa originalmente um pagamento indenizatório de dois meses, mas depois a modificou para o pagamento de um mês. A cláusula seis dizia que o referido mestre Giovanni não seria obrigado nem obrigado, exceto apenas no atendimento aos pacientes da peste, que foi posteriormente ampliado com ... o médico deve tratar todos os pacientes e visitar os locais infectados conforme for necessário. A cláusula sétima tinha a ver com a cidadania plena e o texto original foi modificado com de acordo com a forma como ele deve se comportar.
Bernardino di Francesco Rinaldi obteve uma cláusula em seu contrato quando foi contratado como médico da peste pela cidade de Volterra em 1527 que dizia essencialmente que a cidade tinha a obrigação de fornecer a Bernardino tudo e tudo necessário para seu suporte de vida (ou seja, comida, água ), e que essas despesas de vida sejam pagas através das despesas da cidade.

### Repreensões
Em 1527, na cidade de Prato, um médico da peste chamado Stefano Mezzettino foi visto atendendo outros pacientes sem um zelador. A regra no contrato do médico da peste era que um zelador sempre deveria estar com o médico da peste quando ele visitava outros pacientes. Isso criou muito perigo para o público. Ele foi multado por seu ato ilegal e por quebrar a regra do contrato do médico da peste.

## Médicos da peste notáveis

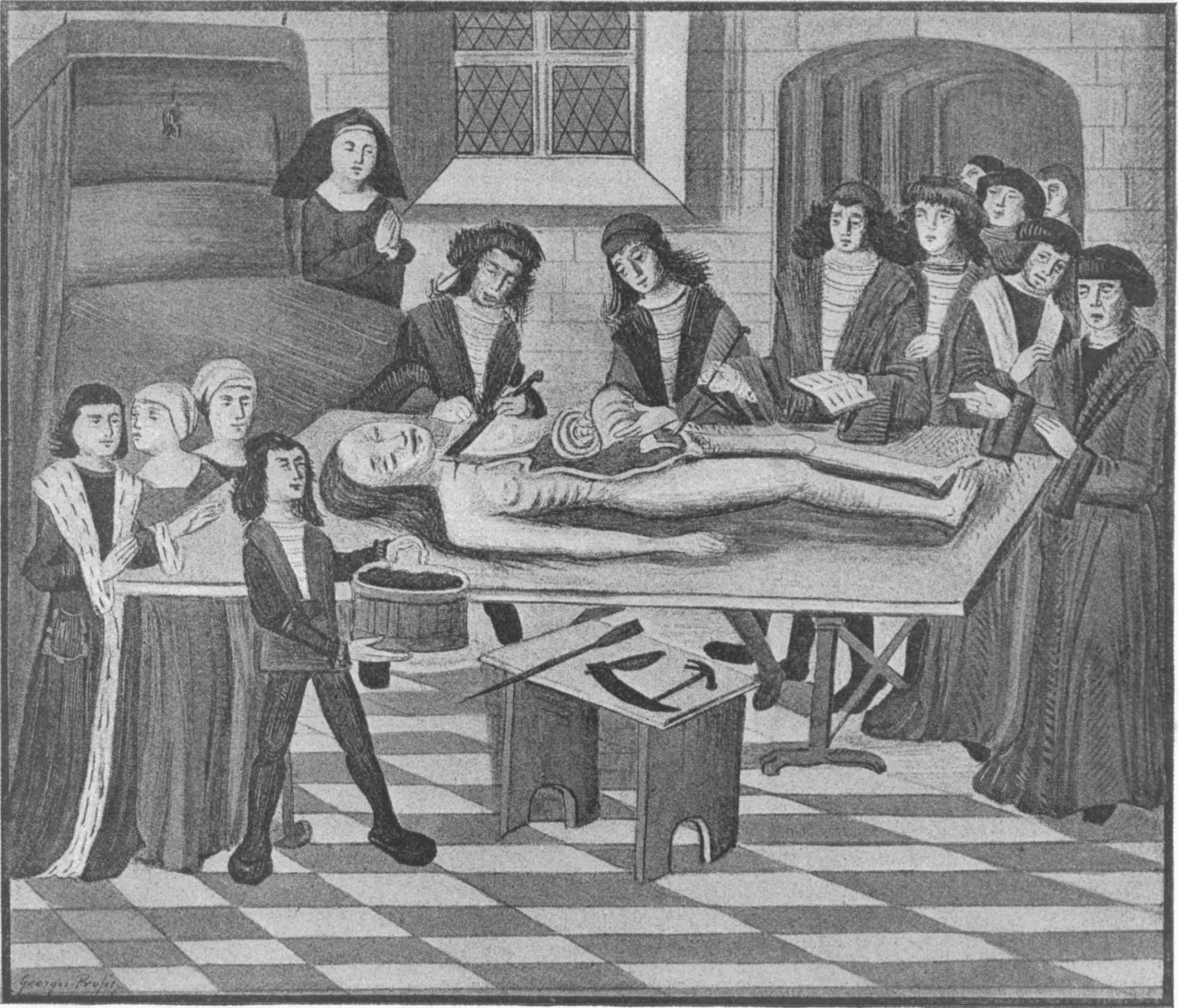
Guy de Chauliac fazendo uma investigação em um corpo com peste negra.

- A cidade italiana de Pavia, em 1479, contratou Giovanni de Ventura como médico da peste comunitário.[8][39]
- O médico irlandês, Niall Ó Glacáin (c.1563?–1653) ganhou profundo respeito na Espanha, França e Itália por sua bravura em tratar inúmeras pessoas com a peste.[40]
- O anatomista francês Ambroise Paré e o iatroquímico suíço Paracelso também foram famosos médicos da peste renascentista.[41]
- Nostradamus deu conselhos sobre medidas preventivas contra a peste,[42][43] tais como a remoção de cadáveres infectados, tomar ar fresco, beber água limpa e beber uma preparação de suco de rosa mosqueta.[44][45] Em Traité des fardemens Parte A Capítulo VIII, Nostradamus também recomendou não sangrar o paciente.[45]
- John Paulitious foi o primeiro médico da peste de Edimburgo,[46][47][48] mas ele morreu em junho de 1645 apenas semanas após começar seu emprego.[48] Ele foi sucedido por George Rae.[47][48][49]